# Parafia św. Jana Chrzciciela w Łodzi
Parafia pw. Świętego Jana Chrzciciela w Łodzi – parafia rzymskokatolicka znajdująca się w archidiecezji łódzkiej w dekanacie Łódź-Teofilów-Żubardź.
Parafia została erygowana w 1930 roku. Mieści się przy ulicy Artylerzystów 4. Budowa kościoła parafialnego trwała w latach 1927–1931.